# Liste des ministres bruxellois du Budget
Voici la liste des ministres du budget de la Région de Bruxelles-Capitale.

## Gouvernement régional
| Nom | Nom         | Nom                      | Parti    | Mandat                                                        | Gouvernement(s)                                                                                   | Portefeuille ministériel                                                                                                |
| --- | ----------- | ------------------------ | -------- | ------------------------------------------------------------- | ------------------------------------------------------------------------------------------------- | --- |
| 1   |             | Jos Chabert (1933-2014)  | CVP      | 12 juillet 1989 - 15 juillet 1999 (10 ans et 3 jours)         | Picqué I                                                                                          | Ministre des Finances, du Budget, de la Fonction publique et des Relations extérieures                                  |
| 1   | Picqué II   | Jos Chabert (1933-2014)  | CVP      | 12 juillet 1989 - 15 juillet 1999 (10 ans et 3 jours)         | Ministre des Finances, du Budget, de l'Économie et des Relations extérieures                      | |
| 2   |             | Annemie Neyts (1944-)    | VLD      | 15 juillet 1999 - 18 octobre 2000 (1 an, 3 mois et 3 jours)   | Simonet I                                                                                         | Ministre des Finances, du Budget, de la Fonction publique et des Relations extérieures                                  |
| 3   |             | Guy Vanhengel (1958-)    | VLD      | 18 octobre 2000 - 15 juillet 2009 (8 ans, 8 mois et 27 jours) | de Donnea                                                                                         | Ministre des Finances, du Budget, de la Fonction publique et des Relations extérieures                                  |
| 3   | Ducarme     | Guy Vanhengel (1958-)    | VLD      | 18 octobre 2000 - 15 juillet 2009 (8 ans, 8 mois et 27 jours) |                                                                                                   | Ministre des Finances, du Budget, de la Fonction publique et des Relations extérieures                                  |
| 3   | Simonet II  | Guy Vanhengel (1958-)    | VLD      | 18 octobre 2000 - 15 juillet 2009 (8 ans, 8 mois et 27 jours) |                                                                                                   | Ministre des Finances, du Budget, de la Fonction publique et des Relations extérieures                                  |
| 3   | Picqué III  | Guy Vanhengel (1958-)    | VLD      | 18 octobre 2000 - 15 juillet 2009 (8 ans, 8 mois et 27 jours) | Ministre des Finances, du Budget, des Relations extérieures et de l'Informatique régionale        | |
| 4   |             | Jean-Luc Vanraes (1954-) | Open Vld | 15 juillet 2009 - 16 décembre 2011 (2 ans, 5 mois et 1 jour)  | Picqué IV                                                                                         | Ministre des Finances et du Budget                                                                                      |
| (3) |             | Guy Vanhengel (1958-)    | Open Vld | 16 décembre 2011 - 18 juillet 2019 (7 ans, 7 mois et 2 jours) | Picqué IV                                                                                         | Ministre des Finances et du Budget                                                                                      |
| (3) | Vervoort I  | Guy Vanhengel (1958-)    | Open Vld | 16 décembre 2011 - 18 juillet 2019 (7 ans, 7 mois et 2 jours) | Ministre des Finances, du Budget, de la Fonction publique et des Relations extérieures            | |
| (3) | Vervoort II | Guy Vanhengel (1958-)    | Open Vld | 16 décembre 2011 - 18 juillet 2019 (7 ans, 7 mois et 2 jours) | Ministre des Finances, du Budget, des Relations extérieures et de la Coopération au développement | |
| 5   |             | Sven Gatz (1967-)        | Open Vld | 18 juillet 2019 - (5 ans, 7 mois et 25 jours)                 | Vervoort III                                                                                      | Ministre des Finances, du Budget, de la Fonction publique, de la Promotion du multilinguisme et de l'Image de Bruxelles |

## Collège réuni de la Commission communautaire commune
| Nom | Nom         | Nom                         | Parti    | Mandat                                                         | Gouvernement(s)                                                                                     | Portefeuille ministériel                                                                                       |
| --- | ----------- | --------------------------- | -------- | -------------------------------------------------------------- | --------------------------------------------------------------------------------------------------- | --- |
| 1   |             | Hervé Hasquin (1942-)       | PRL      | 22 juin 1995 - 15 juillet 1999 (4 ans et 23 jours)             | Picqué II                                                                                           | Ministre de la Politique santé, des Finances, du Budget et des Relations extérieures                           |
| 2   |             | Jos Chabert (1933-2014)     | CVP      | 22 juin 1995 - 13 juillet 2004 (9 ans et 21 jours)             | Picqué II                                                                                           | Ministre de la Politique santé, des Finances, du Budget et des Relations extérieures                           |
| 2   | Simonet I   | Jos Chabert (1933-2014)     | CVP      | 22 juin 1995 - 13 juillet 2004 (9 ans et 21 jours)             | Ministre de la Politique santé, des Finances, du Budget et des Relations extérieures                | |
| 2   | de Donnea   | Jos Chabert (1933-2014)     | CVP      | 22 juin 1995 - 13 juillet 2004 (9 ans et 21 jours)             | Ministre de la Politique santé, des Finances, du Budget et des Relations extérieures                | |
| 2   | Ducarme     | Jos Chabert (1933-2014)     | CVP      | 22 juin 1995 - 13 juillet 2004 (9 ans et 21 jours)             | Ministre de la Politique santé, des Finances, du Budget et des Relations extérieures                | |
| 2   | Simonet II  | Jos Chabert (1933-2014)     | CVP      | 22 juin 1995 - 13 juillet 2004 (9 ans et 21 jours)             | Ministre de la Politique santé, des Finances, du Budget et des Relations extérieures                | |
| 3   |             | Didier Gosuin (1952-)       | FDF      | 15 juillet 1999 - 13 juillet 2004 (4 ans, 11 mois et 28 jours) | Simonet I                                                                                           | Ministre de la Politique santé, des Finances, du Budget et des Relations extérieures                           |
| 3   | de Donnea   | Didier Gosuin (1952-)       | FDF      | 15 juillet 1999 - 13 juillet 2004 (4 ans, 11 mois et 28 jours) | | Ministre de la Politique santé, des Finances, du Budget et des Relations extérieures                           |
| 3   | Ducarme     | Didier Gosuin (1952-)       | FDF      | 15 juillet 1999 - 13 juillet 2004 (4 ans, 11 mois et 28 jours) | | Ministre de la Politique santé, des Finances, du Budget et des Relations extérieures                           |
| 3   | Simonet II  | Didier Gosuin (1952-)       | FDF      | 15 juillet 1999 - 13 juillet 2004 (4 ans, 11 mois et 28 jours) | | Ministre de la Politique santé, des Finances, du Budget et des Relations extérieures                           |
| 4   |             | Guy Vanhengel (1958-)       | VLD      | 13 juillet 2004 - 15 juillet 2009 (5 ans et 2 jours)           | Picqué III                                                                                          | Ministre de la Politique santé, des Finances, du Budget et des Relations extérieures                           |
| 5   |             | Evelyne Huytebroeck (1958-) | Ecolo    | 13 juillet 2004 - 20 juillet 2014 (10 ans et 7 jours)          | Picqué III                                                                                          | Ministre de l'Assistance aux personnes, des Finances, du Budget et des Relations extérieures                   |
| 5   | Picqué IV   | Evelyne Huytebroeck (1958-) | Ecolo    | 13 juillet 2004 - 20 juillet 2014 (10 ans et 7 jours)          | | Ministre de l'Assistance aux personnes, des Finances, du Budget et des Relations extérieures                   |
| 5   | Vervoort I  | Evelyne Huytebroeck (1958-) | Ecolo    | 13 juillet 2004 - 20 juillet 2014 (10 ans et 7 jours)          | | Ministre de l'Assistance aux personnes, des Finances, du Budget et des Relations extérieures                   |
| 6   |             | Jean-Luc Vanraes (1954-)    | Open Vld | 15 juillet 2009 - 16 décembre 2011 (2 ans, 5 mois et 1 jour)   | Picqué IV                                                                                           | Ministre de la Politique santé, des Finances, du Budget et des Relations extérieures                           |
| (4) |             | Guy Vanhengel (1958-)       | Open Vld | 16 décembre 2011 - 18 juillet 2019 (7 ans, 7 mois et 2 jours)  | Picqué IV                                                                                           | Ministre de la Politique santé, des Finances, du Budget et des Relations extérieures                           |
| (4) | Vervoort I  | Guy Vanhengel (1958-)       | Open Vld | 16 décembre 2011 - 18 juillet 2019 (7 ans, 7 mois et 2 jours)  | | Ministre de la Politique santé, des Finances, du Budget et des Relations extérieures                           |
| (4) | Vervoort II | Guy Vanhengel (1958-)       | Open Vld | 16 décembre 2011 - 18 juillet 2019 (7 ans, 7 mois et 2 jours)  | Ministre de la Santé, de la Fonction publique, des Finances, du Budget et des Relations extérieures | |
| (3) |             | Didier Gosuin (1952-)       | FDF      | 20 juillet 2014 - 18 juillet 2019 (4 ans, 11 mois et 28 jours) | Vervoort II                                                                                         | Ministre de la Santé, de la Fonction publique, des Finances, du Budget et des Relations extérieures            |
| 7   |             | Sven Gatz (1967-)           | Open Vld | 18 juillet 2019 - (5 ans, 7 mois et 25 jours)                  | Vervoort III                                                                                        | Ministre des Annexes familiales, de la Fonction publique, des Finances, du Budget et des Relations extérieures |
| 8   |             | Bernard Clerfayt (1961-)    | DéFI     | 18 juillet 2019 - (5 ans, 7 mois et 25 jours)                  | Vervoort III                                                                                        | Ministre des Annexes familiales, de la Fonction publique, des Finances, du Budget et des Relations extérieures |

## Collège de la Commission communautaire française
| Nom | Nom        | Nom                          | Parti | Mandat                                                         | Gouvernement(s) | Portefeuille ministériel |
| --- | ---------- | ---------------------------- | ----- | -------------------------------------------------------------- | --------------- | --- |
| 1   |            | Christian d'Hoogh (1933-)    | PS    | 12 juillet 1989 - 12 janvier 1990 (6 mois)                     | Picqué I        | Ministre du Budget et de la Fonction publique                                                                                        |
| 2   |            | Robert Hotyat (1934-)        | PS    | 12 janvier 1990 - 22 juin 1995 (5 ans, 5 mois et 10 jours)     | Picqué I        | Ministre du Budget et de la Fonction publique                                                                                        |
| 3   |            | Hervé Hasquin (1942-)        | PRL   | 22 juin 1995 - 15 juillet 1999 (4 ans et 23 jours)             | Picqué II       | Ministre du Budget, des Relations avec la Communauté française et la Région wallonne et des Relations internationales                |
| 4   |            | Alain Hutchinson (1949-)     | PS    | 15 juillet 1999 - 13 juillet 2004 (4 ans, 11 mois et 28 jours) | Simonet I       | Ministre du Budget, de l'Action sociale et de la Famille                                                                             |
| 4   | de Donnea  | Alain Hutchinson (1949-)     | PS    | 15 juillet 1999 - 13 juillet 2004 (4 ans, 11 mois et 28 jours) |                 | Ministre du Budget, de l'Action sociale et de la Famille                                                                             |
| 4   | Ducarme    | Alain Hutchinson (1949-)     | PS    | 15 juillet 1999 - 13 juillet 2004 (4 ans, 11 mois et 28 jours) |                 | Ministre du Budget, de l'Action sociale et de la Famille                                                                             |
| 4   | Simonet II | Alain Hutchinson (1949-)     | PS    | 15 juillet 1999 - 13 juillet 2004 (4 ans, 11 mois et 28 jours) |                 | Ministre du Budget, de l'Action sociale et de la Famille                                                                             |
| 5   |            | Evelyne Huytebroeck (1958-)  | Ecolo | 13 juillet 2004 - 15 juillet 2009 (5 ans et 2 jours)           | Picqué III      | Ministre du Budget, du Tourisme et de l'Orientation des personnes handicapées                                                        |
| 6   |            | Christos Doulkeridis (1968-) | Ecolo | 15 juillet 2009 - 20 juillet 2014 (5 ans et 5 jours)           | Picqué IV       | Ministre-président et Ministre du Budget, de l'Éducation, du Tourisme et des Relations internationales                               |
| 6   | Vervoort I | Christos Doulkeridis (1968-) | Ecolo | 15 juillet 2009 - 20 juillet 2014 (5 ans et 5 jours)           |                 | Ministre-président et Ministre du Budget, de l'Éducation, du Tourisme et des Relations internationales                               |
| 7   |            | Fadila Laanan (1967-)        | PS    | 20 juillet 2014 - 18 juillet 2019 (4 ans, 11 mois et 28 jours) | Vervoort II     | Ministre-présidente et Ministre du Budget, de l'Éducation, du Transport scolaire, de la Garde d'enfants, ds Sports ett de la Culture |
| 8   |            | Barbara Trachte (1981-)      | Ecolo | 18 juillet 2019 - (5 ans, 7 mois et 25 jours)                  | Vervoort III    | Ministre-présidente et Ministre du Budget, de la Fonction publique et de la Politique familiale                                      |

## Collège de la Commission communautaire flamande
| Nom | Nom         | Nom                         | Parti    | Mandat                                                         | Gouvernement(s)                                                                                      | Portefeuille ministériel |
| --- | ----------- | --------------------------- | -------- | -------------------------------------------------------------- | --- | --- |
| 1   |             | Vic Anciaux (1931-)         | VU       | 22 juin 1995 - 1er décembre 1997 (6 mois)                      | Picqué II                                                                                            | Ministre de la Politique santé, de la Réduction de la Pauvreté, du Budget, des Migrants et des Ressources humaines                  |
| 2   |             | Jos Chabert (1933-2014)     | CVP      | 1er décembre 1997 - 15 juillet 1999 (1 an, 7 mois et 14 jours) | Picqué II                                                                                            | Ministre-président et Ministre de la Culture, du Bien-être, du Budget et de la Réduction de la pauvreté                             |
| 3   |             | Annemie Neyts (1944-)       | VLD      | 15 juillet 1999 - 18 octobre 2000 (1 an, 3 mois et 3 jours)    | Simonet I                                                                                            | Ministre de l'Éducation, de la Formation professionnelle et du Budget                                                               |
| 4   |             | Guy Vanhengel (1958-)       | VLD      | 18 octobre 2000 - 15 juillet 2009 (8 ans, 8 mois et 27 jours)  | de Donnea                                                                                            | Ministre-président Ministre de l'Éducation, de la Formation professionnelle et du Budget                                            |
| 4   | Ducarme     | Guy Vanhengel (1958-)       | VLD      | 18 octobre 2000 - 15 juillet 2009 (8 ans, 8 mois et 27 jours)  | | Ministre-président Ministre de l'Éducation, de la Formation professionnelle et du Budget                                            |
| 4   | Simonet II  | Guy Vanhengel (1958-)       | VLD      | 18 octobre 2000 - 15 juillet 2009 (8 ans, 8 mois et 27 jours)  | | Ministre-président Ministre de l'Éducation, de la Formation professionnelle et du Budget                                            |
| 4   | Picqué III  | Guy Vanhengel (1958-)       | VLD      | 18 octobre 2000 - 15 juillet 2009 (8 ans, 8 mois et 27 jours)  | | Ministre-président Ministre de l'Éducation, de la Formation professionnelle et du Budget                                            |
| 5   |             | Jean-Luc Vanraes (1954-)    | Open Vld | 15 juillet 2009 - 16 décembre 2011 (2 ans, 5 mois et 1 jour)   | Picqué IV                                                                                            | Ministre-Président et Ministre de l'Éducation, de la Formation et du Budget                                                         |
| (4) |             | Guy Vanhengel (1958-)       | Open Vld | 16 décembre 2011 - 18 juillet 2019 (7 ans, 7 mois et 2 jours)  | Picqué IV                                                                                            | Ministre-Président et Ministre de l'Éducation, de la Formation et du Budget                                                         |
| (4) | Vervoort I  | Guy Vanhengel (1958-)       | Open Vld | 16 décembre 2011 - 18 juillet 2019 (7 ans, 7 mois et 2 jours)  | | Ministre-Président et Ministre de l'Éducation, de la Formation et du Budget                                                         |
| (4) | Vervoort II | Guy Vanhengel (1958-)       | Open Vld | 16 décembre 2011 - 18 juillet 2019 (7 ans, 7 mois et 2 jours)  | Ministre-président et Ministre du Budget, de l'Éducation, de la Formation et des Affaires étudiantes | |
| 6   |             | Elke Van den Brandt (1980-) | Groen    | 18 juillet 2019 - (5 ans, 7 mois et 25 jours)                  | Vervoort III                                                                                         | Ministre-présidente et Ministre du Budget, des Finances, de la Protection sociale, de la Garde d'enfants et de la Politique urbaine |